# Albert Le Nordez

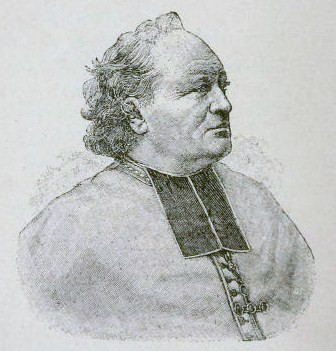
Albert Le Nordez

Albert-Léon-Marie Le Nordez (* 19. April 1844 in Montebourg; † 29. Januar 1922 ebenda) war ein französischer Geistlicher und Bischof von Dijon.

## Herkunft und frühe Jahre
Le Nordez wurde am 19. April 1844 in Montebourg im Département Manche als Sohn eines Schneiders geboren.
Am 6. Juni 1868 empfing er die Priesterweihe. 

## Bischof
Er wurde um 1890 zum Kanoniker der Kathedrale Saint-Pierre de Beauvais ernannt, ebenso fungierte er ab dieser Zeit als Protonotar. 1895 wurde er Kanoniker der Kathedrale Notre-Dame de Verdun, dann Weihbischof von Verdun am 25. Juni 1896. In dieser Funktion erhielt er am selben Tag auch den Titularsitz von Arca in Armenia.
Er wurde am 19. August 1896 von Jean-Pierre Pagis, Bischof von Verdun, in der Saint-Jacques-Kirche in Montebourg geweiht.
In einem Bericht über ihn an Kardinal Mariano Rampolla wurde er der Freimaurerei bezichtigt.